# Penha Garcia
Penha Garcia est un petit village situé dans la région Centre du Portugal à quelques kilomètres de la frontière Espagnole.
Dépendant du district de Castelo Branco et du conseil de Idanha a Nova
bourg étayé à flanc de colline, dominé par les ruines d'un château fort et de son église paroissiale.

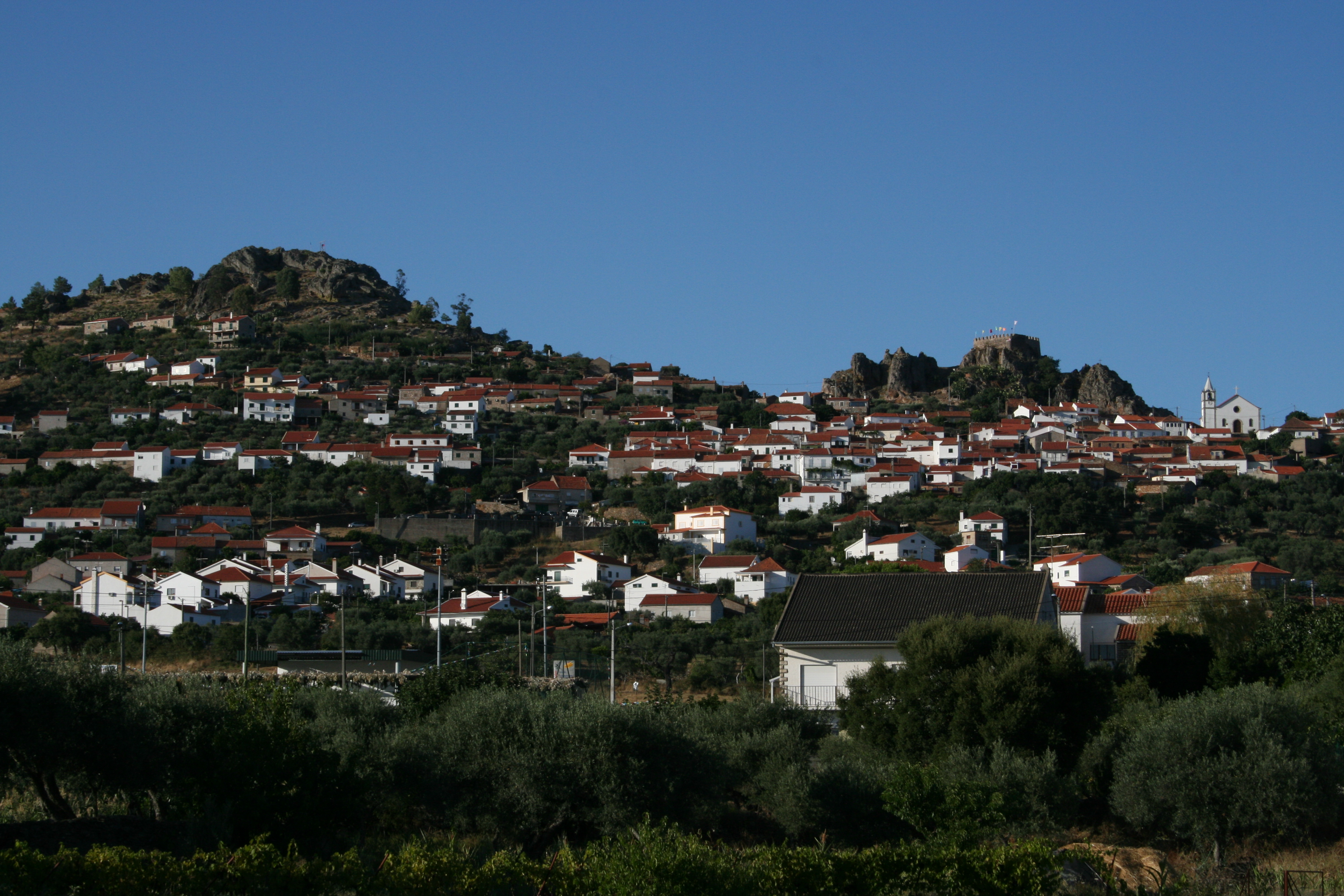
Penha Garcia en 2007